# マヨルカ連合
マヨルカ連合（カタルーニャ語：Unió Mallorquina、略称UM）は、スペイン・バレアレス諸島マヨルカ島とメノルカ島の地域政党。
1982年10月、民主中道連合（UCD）の崩壊過程の中、創設された。主な創設者はジェローニ・アルベルティ・ピコルネル（ Jeroni Albertí Picornell）など。
1993年にマヨルカ独立連合（Unió Independent de Mallorca）およびバレアール集中党（Convergència Balear）と合併した。以来、メノルカのための独立者たち（Independents per Menorca）およびメノルカ中道連合（Unió Centristes de Menorca）と共闘関係を形成する。
中道政党として、1987年にはバレアレス諸島国民党政権を支持したが、1999年には国民党に代えて、フランセスク・アンティック（Francesc Antich）率いるスペイン社会労働党の地域支部政党バレアレス諸島社会党（Partit dels Socialistes de les Illes Balears、PSIB-PSOE）の左翼連合を支持した。2007年の州議選後には、今度はフランセスク・アンティックの政権獲得のキャスティングボートを握った。
マヨルカ連合は自由主義インターナショナルに加盟している。2011年現在の党代表はジュゼップ・メリア・ケス（Josep Melià Ques）。
2011年2月28日、同党関係者による数々の汚職事件への関与によって、同党を解党し、新党バレアレス諸島集中党（Convergència per les Illes）で出直すことを発表した。